# Progress M-53
Progress M-53 (ryska: Прогресс М-53) eller som NASA kallar den, Progress 18 eller 18P, var en rysk obemannad rymdfarkost som levererade förnödenheter, syre, vatten och bränsle till rymdstationen ISS. Den sköts upp med en Sojuz-U-raket från Kosmodromen i Bajkonur den 16 juni 2005 och dockade med ISS den 19 juni. På grund av problem vid markkontrollen i Ryssland dockades farkosten manuellt. Farkosten lämnade rymdstationen den 7 september 2005 och brann upp i jordens atmosfär några timmar senare.

### Fotnoter
1. ↑  ”NASA Space Science Data Coordinated Archive” (på engelska). NASA. https://nssdc.gsfc.nasa.gov/nmc/spacecraft/display.action?id=2005-021A. Läst 1 mars 2020.
2. ↑  Manned Astronautics - Figures & Facts Arkiverad 12 oktober 2007 hämtat från the Wayback Machine., läst 15 juli 2016.